# Кюрне — Брюссель — Кюрне 2025
77-й выпуск Кюрне — Брюссель — Кюрне — шоссейной однодневной гонки по дорогам Бельгии. Гонка прошла 2 марта 2025 года в рамках ПроСерии UCI 2025 (категория 1.Pro). Победу одержал бельгийский велогонщик Йеспер Филипсен.

## Участники
В гонке приняло участие 25 команд (17 UCI WorldTeams, 8 UCI ProTeams).
| UCI WorldTeams (17)- Team Visma \| Lease a Bike - Soudal Quick-Step - Alpecin-Deceuninck - Lidl-Trek - UAE Team Emirates XRG - Team Picnic-PostNL - EF Education-EasyPost - Red Bull-BORA-hansgrohe - Intermarché-Wanty - Groupama-FDJ - Bahrain-Victorious - Movistar Team - Decathlon AG2R La Mondiale Team - Team Jayco AlUla - Cofidis - XDS Astana Team - Arkéa-B&B Hotels UCI ProTeams (8)- Lotto - Israel-Premier Tech - Uno-X Mobility - Team Flanders-Baloise - Tudor Pro Cycling Team - Wagner Bazin WB - Q36.5 Pro Cycling Team - Unibet Tietema Rockets |
| |

## Маршрут
Маршрут гонки выпуска 2025 года не претерпел существенных изменений. Гонщики преодолевали дистанцию в 196,9 километров по трассе, сохранив ключевые участки практически в неизменном виде по сравнению с прошлым годом. В этом году гонщики снова столкнулись с участками мощёной дороги и 13 подъёмами. Единственное отличие заключалось в возвращении Boembeek вместо Lepelstraat, который снова закончился на Kluisberg. Последний мощёный участок был пройден за 58,8 км до финиша в Куурне. Далее гонщики проехали круг за 12,5 км до финиша, который немного отличался некоторыми поворотами на последних 5000 метрах.

## Ход гонки
Отрыв дня сформировался после 50 километров: Хуб Артс из Intermarché-Wanty, Томаш Копецки из Unibet Tietema Rockets, Дрис Де Бондт из Decathlon AG2R La Mondiale, Ворт Ванхоф из Flanders-Baloise, Мариус Майрхофер из Tudor Pro Cycling, Серил Десаль и Александре ван Петегем из Wagner Bazin WB уехали вперёд на пять минут. Основная группа гонщиков не торопилась, но на холмах отрыв начал терять время. На Амо де Пенн упал Ян Тратник из Red Bull-Bora-Hansgrohe, но вскоре вернулся на велосипед. Тимо Килич из Alpecin-Deceuninck и Джонатан Нарваес из UAE Emirates-XRG атаковали. Сёрен Вереншельд упал за 95 километров до финиша и покинул гонку.
У Килича спустилось колесо, и осталось только двое атакующих. Они достигли Ле Бурликете, где Маттео Йоргенсон из Visma | Lease a Bike начал ускоряться. Группа начала распадаться, но затем вновь собралась, достигнув Сен-Лорана. Тим Велленс из UAE Emirates-XRG стал движущей силой. Ваут ван Арт из Visma | Lease a Bike попытался догнать Нарваеса, но не смог. Пелотон сократил разрыв до минуты, Велленс и Стефан Биссеггер атаковали и догнали Хуба Артса. Ваут ван Арт вновь атаковал, но без поддержки товарищей по команде сдался. Пелотон продолжил догонять отрыв, и вскоре начался групповой спринт. Йеспер Филипсен из Alpecin-Deceuninck опередил Олава Коя из Visma | Lease a Bike и Уго Хофстеттера из Israel-Premier Tech. Джонатан Милан и Тим Мерлир финишировали 6-м и 15-м.
Для Йеспера это первая победа в сезоне. Ранее он неудачно выступил на «Туре ОАЭ», где Милан и Мерлир одержали по две победы.

## Результаты
| \| Генеральная классификация \| Генеральная классификация \| Генеральная классификация \| Генеральная классификация \| Генеральная классификация \| \| Гонщик \| Гонщик \| Команда \| Время \| \| \| ------------------------- \| ------------------------- \| -------------------------- \| ------------------------- \| ------------------------- \| \| 1-й \| Йеспер Филипсен \| Alpecin-Deceuninck \| 4ч 26' 30 \| \| \| 2-й \| Улав Коэй \| Team Visma \\| Lease a Bike \| + 0 \| \| \| 3-й \| Уго Хофстеттер \| Israel-Premier Tech \| + 0 \| \| \| 4-й \| Арне Марит \| Intermarché-Wanty \| + 0 \| \| \| 5-й \| Рик Плюмерс \| Tudor Pro Cycling Team \| + 0 \| \| \| 6-й \| Джонатан Милан \| Lidl-Trek \| + 0 \| \| \| 7-й \| Марин ван ден Берг \| EF Education-EasyPost \| + 0 \| \| \| 8-й \| Павел Битнер \| Team Picnic-PostNL \| + 0 \| \| \| 9-й \| Лукаш Кубиш \| Unibet Tietema Rockets \| + 0 \| \| \| 10-й \| Кэйден Гровс \| Alpecin-Deceuninck \| + 0 \| \| |                    |                            |           |
| |                    |                            |           |
| Источник: ProCyclingStats |                    |                            |           |
| Генеральная классификация |                    |                            |           |
| Гонщик | Гонщик             | Команда                    | Время     |
| 1-й | Йеспер Филипсен    | Alpecin-Deceuninck         | 4ч 26' 30 |
| 2-й | Улав Коэй          | Team Visma \| Lease a Bike | + 0       |
| 3-й | Уго Хофстеттер     | Israel-Premier Tech        | + 0       |
| 4-й | Арне Марит         | Intermarché-Wanty          | + 0       |
| 5-й | Рик Плюмерс        | Tudor Pro Cycling Team     | + 0       |
| 6-й | Джонатан Милан     | Lidl-Trek                  | + 0       |
| 7-й | Марин ван ден Берг | EF Education-EasyPost      | + 0       |
| 8-й | Павел Битнер       | Team Picnic-PostNL         | + 0       |
| 9-й | Лукаш Кубиш        | Unibet Tietema Rockets     | + 0       |
| 10-й | Кэйден Гровс       | Alpecin-Deceuninck         | + 0       |